# 송준
송준(1962년 ~ )은 대한민국의 기자이자 국문학자이다. 명청 교체기 활동했던 김성탄과 조선민주주의인민공화국의 시인 백석을 연구해왔다.
1962년 대구에서 태어난 그는 한양대학교 경제학과를 졸업하고 잡지와 시사주간지 기자를 맡았으나, 백석의 시에 관심을 갖게 되어 백석에 대해 연구하게 되었다. 교단에서 가르치는 일을 직업으로 삼는 국문학자가 아닌 만큼, 경제적으로 백석에 대한 연구가 쉽지 않았다고 전해진다. 1994년에 백석에 대한 최초의 평전인 《남신의주 유동 박시봉방》의 두 권을 출간했고 학계의 좋은 평가를 받았지만, 마지막 3권을 위한 자료를 확보하는 과정에서 당시 백석이 생존해 있다는 사실을 알게 되었다. 연구를 위해 중화인민공화국을 방문했을 때 조선족 취재원에게서 백석에 대한 소식을 듣게 된 것이었다. 결국 그는 백석과 그의 가족들에게 피해가 갈 것을 염려해 책을 절판하였다. 또한 그는 책을 출간하고 난 후 경제적으로 매우 궁핍해서, 연구를 10년 동안 접어야만 했고 대장암으로 투병하기도 했다. 2001년에는 백석이 함경남도 삼수군 협동농장에서 1996년 사망했음을 발표하기도 했다. 백석의 유족들이 이 사실을 사진과 편지로 전했다. 2012년 이 되어서야 그 동안의 자료들과 원고들을 모아 백석의 평전인《시인백석》을 출판하게 되었다.